# Лиссабон (муниципалитет)
Лиссабон (порт.  Lisboa; [liʒ'boɐ]) — столичный муниципалитет в Португалии, в составе округа Лиссабон. Численность населения — 509,8 тыс. жителей (город и муниципалитет). Город и муниципалитет входит в Лиссабонский регион и субрегион Большой Лиссабон. Входит в агломерацию Большой Лиссабон.По старому административному делению входил в провинцию Эштремадура.

## Расположение
Город расположен в западной части Португалии в расширенном устье реи Тежу близ впадения её в Атлантический океан.
Расстояние до:
- Мадрид = 500 км
- Порту = 275 км
- Севилья = 310 км

Муниципалитет граничит:
- на севере — муниципалитет Одивелаш и Лореш
- на юго-востоке — устье реки Тежу
- на западе — муниципалитет Оейраш
- на северо-западе — муниципалитет Амадора

## Фрегезии (районы)
| - Ажуда - Алкантара - Алту-ду-Пина - Алваладе - Амейшоейра - Анжуш - Беату - Бенфика - Кампу-Гранде - Камполиде - Карниде - Каштелу - Шарнека - Корасан-де-Жезуш - Энкарнасан - Граса - Лапа - Лумиар | - Мадалена - Мартиреш - Марвила - Меркеш - Носса-Сеньора-де-Фатима - Пена - Пенья-де-Франса - Празереш - Сакраменту - Санта-Катарина - Санта-Энграсия - Санта-Изабел - Санта-Жушта - Санта-Мария-де-Белен - Санта-Мария-душ-Оливайш - Сантьягу - Санту-Кондештавел - Санту-Эштеван | - Сантуш-у-Велью - Сан-Криштован-и-Сан-Лоренсу - Сан-Домингуш-де-Бенфика - Сан-Франсишку-Шавьер - Сан-Жуан - Сан-Жуан-де-Бриту - Сан-Жуан-де-Деуш - Сан-Жорже-де-Арройюш - Сан-Жозе - Сан-Мамеде - Сан-Мигел - Сан-Николау - Сан-Паулу - Сан-Себаштиан-да-Педрейра - Сан-Висенте-де-Фора - Се - Сокорру |

## История
Город основан в 1179 году.